# Esthemopsis crystallina
Esthemopsis crystallina is een vlindersoort uit de familie van de prachtvlinders (Riodinidae), onderfamilie Riodininae.
Esthemopsis crystallina werd in 1992 beschreven door Brévignon & Gallard.